# (7013) Trachet
(7013) Trachet is een planetoïde in het zonnestelsel.

## Beschrijving
De planetoïde bevindt zich in de planetoïdengordel tussen Mars en Jupiter en heeft een grootte van 5,4 km. Ze beweegt zich in een vrijwel cirkelvormige baan tussen beide planeten en op zijn dichtste punt van die baan bevindt het hemellichaam zich op 2,542 AE van de Zon. 
De planetoïde werd ontdekt in september 1988 door de Belgische astronoom Henri Debehogne en vernoemd naar VRT-journalist Tim Trachet, een van de bezielers van de Studiekring voor de Kritische Evaluatie van Pseudo-wetenschap en het Paranormale (SKEPP).